# Zoo TV: Live from Sydney
Zoo TV: Live from Sydney è un video concerto degli U2 registrato al Sydney Football Stadium di Sydney il 27 novembre 1993 durante una tappa della leg australiana dello ZooTv Tour, ribattezzata Zoomerang.

## Mondovisione
Prima di essere realizzato in formato VHS il concerto fu trasmesso in diretta mondovisione dalla tv australiana che ottenne l'autorizzazione alla diffusione dalla Polygram Television International, ufficialmente detentrice in esclusiva mondiale dei diritti legali sullo ZooTv Tour. In Italia l'evento fu mandato in onda con circa tre ore di differita da Videomusic, che "sul filo di lana" riuscì a battere la concorrenza rispettivamente di Raiuno (il programma Notte Rock avrebbe dovuto riservargli una puntata speciale) e Italia 1. Il canale musicale del Gruppo Marcucci lo inserì all'interno di una giornata di programmazione interamente dedicata alla band irlandese e preceduto, a partire dalle 17:00 (ora italiana), da un'introduzione in studio affidata ai conduttori Rick Hutton e Rupert.
Bono e soci dedicarono la loro esibizione alla memoria dell'allora recentemente scomparso Federico Fellini, della cui cinematografia i quattro sono stati da sempre grandi estimatori, al punto che avevano provato invano a incontrarlo dal vivo, mentre stavano girando a Castel Porziano il videoclip del brano All I Want is You.

## Distribuzione
Il live è stato pubblicato nel 1994 in VHS e ristampato nel 2006 in DVD, in quest'ultimo formato fu distribuito in due versioni: standard e deluxe. Quest'ultima contiene un secondo DVD con numerosi contenuti extra compreso il brano Tryin' to Throw Your Arms Around the World, non incluso nella versione standard ma facente comunque parte della scaletta del concerto.
Nel 2011 il DVD è stato incluso nell'edizioni Super box-set ed Uber del ventesimo anniversario della pubblicazione dell'album Achtung Baby.

## Tracce

### VHS/DVD 1
1. Show Opening – 3:15
2. Zoo Station– 4:47
3. The Fly – 4:47
4. Even Better Than the Real Thing – 5:21
5. Mysterious Ways – 6:24
6. One – 4:39
7. Unchained Melody – 1:26 (Hy Zaret, Alex North)
8. Until the End of the World – 5:00
9. New Year's Day – 4:55
10. Numb – 4:22
11. Angel of Harlem – 4:20
12. Stay (Faraway, So Close!) – 5:35
13. Satellite of Love – 3:50 (Lou Reed)
14. Dirty Day – 5:39
15. Bullet the Blue Sky – 5:24
16. Running to Stand Still – 5:37
17. Where the Streets Have No Name – 5:39
18. Pride (In the Name of Love) – 6:23
19. Daddy's Gonna Pay For Your Crashed Car – 4:44
20. Discorso di MacPhisto– 4:35
21. Lemon – 5:13
22. With or Without You – 4:21
23. Love Is Blindness – 5:29
24. Can't Help Falling in Love – 2:44 (George Weiss, Hugo Peretti, Luigi Creatore)

### DVD 2
- Bonus Tracks

1. Tryin' to Throw Your Arms Around the World e Desire — tratto dallo Zoo TV Special, Yankee Stadium, New York, 29 e 30 agosto 1992
2. The Fly e Even Better than the Real Thing — tratto dal live Stop Sellafield Concert, G-Mex Centre, Manchester, 19 giugno 1992

- Documentari

1. A Fistful of ZooTV
2. ZooTV – The Inside Story
3. Trabantland

- Contenuti Extra

1. Video Confessional
2. Numb karaoke video remix
3. DVD-ROM featring
4. Easter egg

## Musicisti
- Bono - voce (eccetto in Numb), chitarra (The Fly, One, Unchained Melody, Angel Of Harlem, Stay (Faraway, So Close!) e Dirty Day), armonica (Running to Stand Still)
- The Edge - chitarra, tastiere (Mysterious Ways, New Year's Day), cori, seconda voce (The Fly), voce (Numb)
- Adam Clayton - basso, tastiera
- Larry Mullen Jr. - batteria, percussioni e cori